# Sky Uno
Sky Uno est une chaîne de télévision italienne créée en 2009 appartenant à Sky Italia. Il s’agit d’une chaîne générale Sky dédiée au divertissement et au luxe, incluse dans le bouquet Sky TV,,.